# Théo Ysaÿe
Théophile Ysaÿe (2 de marzo de 1865-24 de marzo de 1918) fue un compositor y pianista belga nacido en Verviers, Bélgica. Su hermano fue el violinista y director de orquesta Eugène Ysaÿe. 

## Biografía
Más bien eclipsado a lo largo de su vida por la carrera de su hermano mayor Eugène, Théo Ysaÿe comenzó sus estudios de aficionado en música en el Conservatorio Real de Lieja y, por consejo de Eugène, continuó su educación en Berlín. En 1885, Ysaÿe regresó a París, donde se unió a Bande à Franck, pero también apoyó el crecimiento de un nuevo movimiento estético representado por el impresionismo de Claude Debussy. Ysaÿe ayudó a promover el trabajo de la nueva escuela de músicos franceses en Bruselas. En 1894, él y su hermano encontraron compromisos con La Libre Esthétique en Bruselas, que ofreció a los residentes de la ciudad la oportunidad de experimentar una amplia gama de presentaciones tanto en música como en artes plásticas. Ysaÿe contribuyó con su talento como pianista y répétiteur. 
Aunque Ysaÿe era un excelente pianista, su salud frágil no le permitió seguir el ritmo agitado de la carrera de su hermano y, en cambio, se convirtió en profesor en el Conservatorio de Música de Ginebra.
En 1918, Théo Ysaÿe murió en Niza, Francia, dos días antes de Debussy. Su obra relativamente vasta no se ha publicado en su totalidad, y apenas se ha interpretado. Sus opus 13, 14 y 15 fueron publicada por G. Schirmer en Nueva York. Compuso sinfonías, conciertos para piano, poemas sinfónicos y música de cámara, principalmente, así como un réquiem. Si bien heredó inicialmente el estilo de César Franck, su trabajo posterior reveló una clara influencia del impresionismo.

## Obras (selección)

### Orquestal
- Concierto para piano en mi bemol mayor, op. 9 (publ. 1907)
- "Fantaisie sur un thème populaire wallon" para grand orchestre, op. 13 (publ. 1907)
- Sinfonía núm. 1, op. 14 (publ. 1908)
- Le Cygne ( El cisne ), op. 15 (publ. 1907)
- Les Abeilles ( Las abejas ), op. 17
- La Forêt et l'Oiseau ( El bosque y el pájaro ), op. 18
- Sinfonía n.º 2, incompleta.

### Cámara
- Quinteto para piano, op. 5
- Variaciones para 2 pianos, op. 10

### Coral
- Réquiem (1906)

### Piano
- Nocturne pour piano en la menor